# قائمة الجماعات المسلحة في تداعيات الحرب الأهلية السورية في لبنان
شاركت عدد من الجماعات المسلحة في تداعيات الحرب الأهلية السورية في لبنان.

## تداعيات الحرب الأهلية السورية في لبنان (2011–حتى الآن)
| الحكومة اللبنانية | المعارضة السورية والحلفاء | حزب الله والحلفاء | تنظيم الدولة الإسلامية |
| --- | --- | --- | --- |
| الحكومة اللبنانية - الجيش اللبناني - اللواء الخامس الميكانيكي مشاة ثقيل - اللواء السابع مشاة خفيف - فوج المدفعية الأول - قوى الأمن الداخلي - القوات الجوية اللبنانية مدعومة من: - أستراليا - كندا - الصين - قبرص - جمهورية التشيك - مصر - فرنسا - ألمانيا - إيران - إيطاليا - الأردن - هولندا - روسيا - السعودية - كوريا الجنوبية - إسبانيا - تركيا - المملكة المتحدة - الولايات المتحدة - قوات العمليات الخاصة للولايات المتحدة | الميليشيات المناهضة للحكومة السورية: - الجيش السوري الحر - سرايا أهل الشام - لواء القوات الخاصة 313 - جيش الإسلام - أحرار الشام - تيار المستقبل - الجبهة الإسلامية (حتى 2015) غرف عمليات مشتركة: - جيش الفتح (2015) فروع تنظيم القاعدة: - هيئة تحرير الشام (يناير–أغسطس 2017) - جبهة النصرة[أ] - فتح الإسلام (حتى 2014) - غرباء الشام (حتى 2013) - جند الشام (حتى 2014) - كتائب عبد الله عزام - عصبة الأنصار - لجان المقاومة السنية - الشباب المسلم السعودية (مزعوم) - رئاسة الاستخبارات العامة | الميليشيات الموالية للحكومة السورية: - حزب الله - سرايا المقاومة اللبنانية - مشاة خفيفة - مشاة ميكانيكية - الجبهة الشعبية لتحرير فلسطين – القيادة العامة - حركة أمل - الحزب السوري القومي الاجتماعي - الجبهة الديمقراطية لتحرير فلسطين - التنظيم الشعبي الناصري - الصاعقة - فتح الانتفاضة - الحزب العربي الديمقراطي (حتى 2014) - حزب التيار العربي الجمهورية العربية السورية - القوات المسلحة السورية - الجيش السوري - الفرقة المدرعة الأولى - الفرقة المدرعة الثالثة - القوات الجوية العربية السورية - قوات الدفاع الوطني - أسود الشيروبيم - وزارة الداخلية - قوات المهام الخاصة السورية مدعومة من: - سوريا - إيران - روسيا ميليشيات أخرى: - الحزب الشيوعي اللبناني - حركة فتح | تنظيم الدولة الإسلامية · (من 2013) - جيش داعش - لواء أحرار السنة بعلبك - إمارة القلمون - إمارة الشام مدعومة من: - جبهة النصرة (2013–2014) |

### ملاحظات

الحالة العسكرية في لبنان، اعتبارا من 9 يونيو 2017.
سيطرة الحكومة اللبنانية
سيطرة حزب الله
سيطرة الجيش السوري الحر والحلفاء
سيطرة هيئة تحرير الشام والحلفاء
سيطرة تنظيم الدولة الإسلامية (داعش)
(للحصول على خريطة أكثر تفصيلا، راجع خريطة التمرد اللبناني)